# 挽澜镇
挽澜镇，是中华人民共和国贵州省黔西南布依族苗族自治州贞丰县下辖的一个乡镇级行政单位。
2015年12月28日，贵州省人民政府批复同意撤销挽澜乡建制，设置挽澜镇，镇人民政府驻挽澜村。

## 行政区划
挽澜镇下辖以下地区：
窑上社区、纳坎村、拥跃村、板光村、窑上村、者塘村、店子村、挽兰村和兴农村。